# 伊姆赖海吉
伊姆赖海吉，是匈牙利南部巴奇-基什孔州所辖的一个村，总面积70.31平方公里，总人口845，人口密度12人/平方公里（2002年）。地理坐标为46°29′N 19°19′E。